# Децим
Децим (Decimus) e антично римско малко име (praenomen). Означава „десети“ или „в десетия месец / декември“. На надписи името е съкратено с едната буква Д. (D.)

## Познати с това име
- Децим Юний Брут Сцева, консул 325 пр.н.е.
- Децим Юний Брут Сцева, консул 292 пр.н.е.
- Децим Юний Пера, консул 266 пр.н.е.
- Децим Силан (fl. 146 пр.н.е.), римски писател от 2 век пр.н.е., експерт по пунийски език
- Децим Юний Брут Калаик, консул 138 пр.н.е.
- Децим Юний Брут, консул 77 пр.н.е.
- Децим Юний Силан (107-60 пр.н.е.), консул 62 пр.н.е.
- Децим Юний Силан, магистър на Монетния двор, началото на 1 век пр.н.е.
- Децим Юний Брут Албин, убиец на Юлий Цезар 44 пр.н.е.
- Децим Лаберий (* 105 пр.н.е.; † 43 пр.н.е.), поет
- Децим Лелий Балб, консул 6 пр.н.е.
- Децим Юний Силан, брат на Марк Юний Силан; изгонен 20 г., връзка с Юлия Младша
- Децим Хатерий Агрипа, консул 22 г., съпруг на Домиция Лепида Старша
- Децим Валерий Азиатик, суфектконсул 35 г., консул 46 г.
- Децим Лелий Балб, суфектконсул 46 г.
- Децим Валерий Азиатик, легат 69 г., зет на император Вителий
- Децим Юний Силан Торкват, консул 53 г.
- Децим Юний Ювенал, поет-сатирик 1 век
- Децим Юний Новий Приск, консул 78 г.
- Децим Абурий Бас, суфектконсул 85 г.
- Децим Плотий Грип, суфектконсул 88 г.
- Децим Валерий Азиатик Сатурнин, суфектконсул 94 г., консул 125 г.
- Децим Теренций Скавриан, управител на Дакия, баща на суфектконсула от 116 г.
- Децим Теренций Гентиан, суфектконсул 116 г.
- Децим Юний Пет, суфектконсул 127 г.
- Децим Велий Фид, суфектконсул 144 г.
- Децим Юний Пет, суфектконсул 145 г.
- Децим Рупилий Север, суфектконсул 155 г.
- Марк Фонтей Фронтиниан Луций Стертиний Руф (Децим?), суфектконсул 162 г.
- Децим Велий Руф Юлиан, консул 178 г.
- Децим Клодий Албин (193-197), римски император (195-197)
- Флавий Децим, суфектконсул 289 г.
- Децим Магн Авзоний (310-393), поет, държавен служител, възпитател на Грациан